# Devil May Cry 3 (manga)
Devil May Cry 3 (? デビル メイ クライ 3 Debiru Mei Kurai? Lit. El Diablo También Llora) es una adaptación a manga hecha por Suguro Chayamachi basado en el videojuego más vendido de la saga Devil May Cry 3: Dante's Awakening fue lanzado en Japón y más tarde una traducción al inglés fue lanzado en 2005. El manga se divide en tres partes, Código 1: Dante, Código 2: Virgilio, y el Código a ser lanzado 3: Lady. Sin embargo la versión del manga fue parada con los 2 tomos y dejando la historia sin acabar. En España el manga es publicado por Editores de Tebeos. El argumento del manga cuenta los acontecimientos que tuvieron lugar un año antes de Devil May Cry 3, explica cómo el conflicto entre Dante y su hermano Vergil empezó y cómo los personajes del juego se introdujeron entre sí. Código 1: Dante explora la historia desde el punto de vista de Dante, se presenta a los personajes principales. En él se explica cómo Vergil y Arkham se encuentran y cómo se formaron una alianza. Dante se introdujo por primera vez como un mercenario dispuesto a aceptar cualquier empleo que ofrece una buena recompensa, con el tiempo que revela que la razón detrás de esto es el deseo de vengar la muerte de su madre matando a aquellos que la mató. Código 2: Virgilio introduce el Temen-ni-gru una estructura que sostiene la puerta al mundo de los demonios y sigue Vergil y Arkham en su búsqueda para quitar el sello de la puerta de la misma. Esto ilustra el momento en que los poderes demoníacos de Dante comenzó despertar.

## Trama

### Código 1: La historia de Dante
Inicia como Enzo entra a la oficina todavía sin nombre de Dante, y ofrece a Dante un trabajo de rescatar a una niña con el nombre de "Alice" para obtener una recompensa de $ 4.000.000, un Dante desinteresado dice Enzo para salir de la tienda [3] Dante entonces. procede a buscar Enzo para aceptar este trabajo, sólo para encontrarlo en el proceso de ser atacado por un grupo de criaturas de arena, mientras que en un burdel, y posteriormente rescatado por Dante. La escena salta a una biblioteca y el lector se introduce a dos nuevos personajes, Vergil y Arkham. Arkham se acerca a Vergil mientras está escaneando una estantería para un libro. Mientras Arkham intenta llamar la atención de Virgilio, interpretando la leyenda de Sparda, [4] Vergil sin esfuerzo procede a matar a un asistente de biblioteca, revelando que ella sea un demonio. Se apagan las luces como Arkham incita Vergil decirle la verdad detrás de la leyenda. Dante está de pie junto vistos fuera de una mansión aparentemente desierta. [5] Después de amenazar y ahuyentar Enzo, Dante entra en la mansión por la ventana del segundo piso, en esa habitación se encuentra con Alicia sentada en una silla. Alice se reveló más tarde a ser un demonio como ella procede a atacarlo. [6] Después de afirmar que el demonio muerto no es Alicia, Dante que está al lado ve cómo se encuentra con una foto de una joven María. Mientras camina sin rumbo por Vergil la lluvia sin esfuerzo matando a un grupo de humanos después de que su líder le castiga y trató de apoderarse de la espada. [7] Él encuentra un borracho Enzo sentado fuera de un edificio, que lo confunde con Dante, Vergil figuras fuera su hermano, está presente en esa ciudad y procede a buscarlo. [8] Atrapados en medio del fuego, de Dante, quien poseía una muñeca Alice se refiere como Rabi Dante lleva a la verdadera Alice, que se niega a dejar sin Rabi. Como una campana toca tres, Rabi anuncia que la hora del té. Dante se detecta otro demonio parecido al Sombrerero Loco, quien afirma que tiene Alice y no está dispuesto a dar la espalda, sentado en una mesa flotante con Rabi y una fuente en la que es una tapa, se abrió para revelar la cabeza de otro demonio y Alice después de una discusión entre dicho demonio y Dante se exterminados. El Sombrerero-como demonio y Rabi ahora Dante alerta de retorno de Virgilio, sólo para encontrar una ilusión cuando Dante dispara contra ellos. Luego procede a matar a un demonio felino (un avatar posible que el gato de Cheshire). Rabi, blindaje Dante partir de los restos de aguja del demonio gato, entonces revela que fue él quien dio a Dante el trabajo y admite que era una cubierta para ver heredero de Sparda en acción. [9] forma demoníaca de Alice posteriormente se reveló después de convirtiendo en una mujer hermosa, aunque Dante invierte este. Dante sale de la mansión después de haber sido informado de que su pago se ha conectado a su enlace y se niega a vender su amuleto, pasando por Virgilio en una sala, aunque inadvertido por Dante, hasta que desaparece Virgilio mata a Rabi después, explica la importancia de la cooperación de Dante y se ve salir de la mansión al final del libro, conocer a una Alicia sollozando en el proceso. Después airadamente frente a Enzo en Love Planet funcionamiento (a diferencia de las ruinas se ven en el juego), Dante se ve al lado soñando con el ataque que mató a su madre y lo separó de su hermano, quien se presumía muerto también. Poco después de despertar de un determinado Dante se ve salir del establecimiento con Rebelión, una espada que le había dado su padre, en la mano.

### Código 2: Vergilio
Este capítulo comienza con Vergil y Arkham llegar a la entrada de uno de los sellos de la Temen-ni-gru. Arkham. Explican la naturaleza de la estructura a Vergil y procedió a sugerir una alianza [10] Los ingresos de Arkham para explicar que los demonios sellados por Sparda estaban obligados por grandes picos cubiertos de runas, para ponerlos en libertad, se requería que Vergil darles una cosa, y sus nombres. Antes de Arkham tenido tiempo de terminar su explicación, el demonio sellado se apodera de la conciencia de Virgilio. Virgilio se encuentra en un cementerio como un niño rodeado de innumerables esqueletos demoníacos. Después de perder bodega de Yamato y siendo peligrosamente herido, utiliza su fuerza demoníaca de liberarse y destruir el ejército de esqueletos. Como Vergil se da cuenta de que su mensaje se recupera el control de su cuerpo y elimina la cabeza estatuas, antes de dejarlo elegir su propio nombre. El demonio se elige el nombre Goumon (orgullo significado), y el sello se rompe, liberando el demonio. [11]
La acción salta a Dante, a la calle ya que está siendo atacado por un grupo de demonios. Rápidamente se despacha y se procede a una visita a un bar, donde el camarero procede a hacerle una pizza y le informará de varios asesinatos que parecían haber sido cometidos por la misma persona, y le pide a Dante que investigarla, cuando Dante declara su falta de interés, el camarero toma su pizza de nuevo. [12] Enzo aparece inmediatamente después Dante y le pide que le ayude con el cliente cancela el Dante, profesando que lo matarán si Dante se niega. Cuando Dante dice que va a ayudar, él se va. María, que estaba en el bar con un amigo borracho e inconsciente, pide y se le concede permiso para que su amiga quedarse. Mientras tanto, un Virgilio frustrado intenta descifrar un libro con relatos antiguos de la leyenda de Sparda. Él es convocado por Arkham en el sótano de la mansión, donde Arkham revela que él fue capaz de localizar uno de los sellos necesarios para abrir la puerta al mundo de los demonios. [13] Sin embargo, no están seguros de cuántos más hay sellos son, como los textos sólo mencionar cuatro pesar del primer sello de haber mencionado siete. Vergil decide destruir a los que sí conocemos, mientras que Arkham investiga el resto. Mientras tanto, María, de camino a casa, se encuentra con Alicia paseando por la ciudad. Alice le guía hacia el establecimiento de Dante. Cuando Dante llega Alice lo ataca y roba el amuleto que era un regalo de la madre de Dante. Él la sigue a una iglesia donde se encuentra con el demonio Sombrerero Loco que se encontró en la mansión. De repente, el suelo se desmorona bajo sus pies y cae al sótano de la iglesia. A continuación, Dante se encuentra con una de las estatuas de demonios sellados Vergil busca. El demonio trata de convencerlo para liberar el Sparda sello colocado sobre ella, dándole un nombre, hiriendo gravemente a Dante en el proceso. [14] Se las arregló para escapar de sus garras después de que sus poderes demoníacos comenzó a despertar. [15]
Una vez que Dante derrota al demonio en cuestión, los juguetes Mad Hatter con Dante, y trata de convencer a Dante dar el demonio sellado un nombre. Dante, sin embargo, ve a través de los intentos del Sombrerero Loco para hacerlo, a indagar sobre lo que va a suceder si no lo hace, el Sombrerero Loco se niega a responder. Sin embargo, antes de que esto puede ir más lejos, Vergil llega y casi instantáneamente libera el tercero de los cuatro sellos, Vergil abrió el segundo sello, en la codicia, antes de llegar a la iglesia. Por costumbre, Vergil le permite al demonio que elegir un nombre para sí misma, y elige Pereza. Después de conversar con Dante, el intercambio de varias amenazas de lesión mortal con él en el proceso, Vergil revela su plan de elevar el Temen-ni-gru, lo que abre la puerta del mundo de los demonios. [16] Cuando Dante declara su intención de dejar de Virgilio , Vergil procede a Dante burla mostrándole la mitad del amuleto que robó Alice antes, incitándolo a atacar. Sin embargo, después de una batalla rápida, en la que prevalece sobre Virgilio a Dante, Vergil lanza la mitad de su hermano hacia él, luego se burla de Virgilio Dante de nuevo, diciendo que él podría recuperar el amuleto de él cuando quisiera. Este capítulo concluye con Arkham preparando para iniciar el ritual de elevar el gru Temen-ni.

### Código 3: Lady
Desafortunadamente, la tercera entrega nunca fue terminado. En una entrevista el editor declaró que el artista abandonó antes de su publicación por factores internos.

## Personajes

### Principales
Dante: Es el demonio hijo de Sparda, es el protagonista principal del manga, posee unas pistolas gemelas, una espada y es hermano gemelo de Vergil